# 莱特飓风系列发动机

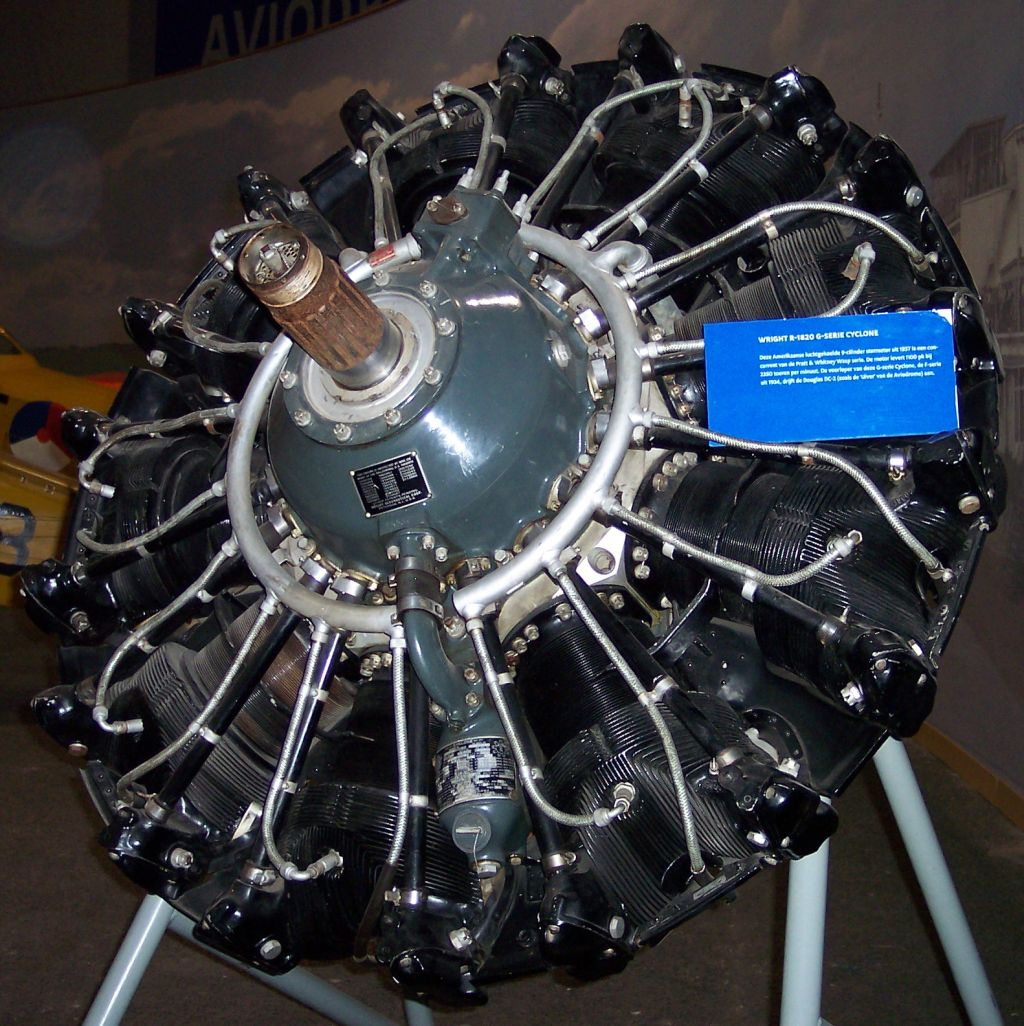
Wright R-1820

莱特飓风系列（Wright Cyclone）发动机是由柯蒂斯-怀特公司研製的一系列气冷星形活塞式发动机，主要配備在1930-1940年間研發的美国飞机，但本系列發動機至今仍在使用。

## 飓风系列
- R-1300 飓风 7
- R-1820 飓风 9
- R-2600 飓风 14 (Twin Cyclone)
- R-3350 飓风 18 (Duplex Cyclone)

## 开发背景
萊特航空在1919年改組後，最初生產的空用發動機是自獲得伊斯帕諾-西扎公司授權生產的伊斯帕諾-西扎V8汽缸液冷發動機；萊特航空投入氣冷星型發動機的契機在在1923年5月。美國海軍一向較熱衷在飛機上運用技術較不複雜的氣冷發動機，也長期尋覓著適合的動力來源及合作廠商，然而在1910年代美國主要研發星型氣冷發動機個廠商只有勞倫斯航空發動機公司，技術雖然優秀，但在公司規模及配合產能的潛力上美國海軍一直存有疑慮。在美國海軍促成下，懷特航空買下了勞倫斯發動機，團隊轉入懷特後由勞倫斯J1發動機衍生出萊特J5、萊特J6等萊特旋風系列發動機的初期設計，第一個成功的高輸出星型發動機則是自1923年由萊特J6改良的萊特R-790發動機。
萊特在買入勞倫斯公司後的初期開發績效讓美國海軍相當滿意，因此在1924年和美國海軍簽約開發新型號的發動機，代號颶風P-2（Cyclone P-2）。
但是1924年主導航空發動機的萊特公司總裁弗雷德里克·布蘭特·倫斯勒在無法說服由銀行家構成的萊特公司高層投資開發下一代高功率氣冷星型發動機的決策後，憤而與懷特公司總工程師喬治·傑克森·米德雙雙辭職，另起爐灶成立普惠公司，並獲得美國海軍允諾接受採購他們將開發的新型發動機，也就是後來的普惠黃蜂發動機系列。由於萊特公司在1924年底發生的的組織離退鉅變，致使P2發動機開發難以為繼，最終取消開發計畫。
被普惠公司成立的鉅變打擊的萊特航空，由原先副總裁查爾斯·勞倫斯接替總裁後，開始下定決心研發高輸出發動機追趕落後進度。勞倫斯從普惠公司挖腳了幾位有潛力的工程師後，從1925年起開始研發新型發動機，該發動機承襲了胎死腹中的颶風代號，後來統稱為萊特颶風系列。

## R-1750
萊特公司的工程師在檢視颶風P-2的設計後，接續其工作進度並加以改良，在1926年重新設計打造，代號R-1750颶風。
R-1750設計為星型9汽缸、單汽缸排氣量30.5公升（1,750立方英寸），輸出功率500匹軸馬力，拥有内冷式排气阀。在1927年測試通過50小時運轉測試，1929年1月通過適航認證開始販售；使用R-1750的機種不多，且R-1750性能上並未優於早在1925年問世的普惠R-1340發動機，萊特隨即將公司營運重心擺在下一代的颶風系列。

## R-1820 飓风 9
莱特与柯蒂斯公司于1929年合并后，才从失去Rentschler及其它工程师的打击中恢复过来。1930年，柯蒂斯-莱特公司以R-1750架構增加汽缸尺寸至1823立方英寸排氣量，推出了颶風E型發動機，正式型號為R-1820。
颶風E型系列從1930年7月起生產，輸出功率575匹馬力、每分鐘轉速1900轉，使用燃料為80號航空汽油。1932年推出運用全鋁合金鍛造曲轴箱的颶風F型，到1930年代後期颶風F型輸出動力達890匹馬力；飓风F型搭配由通用電器研發的機械增壓器，柯蒂斯-莱特認為這設備限制了發動機的輸出潛力。於是在1937年推出的颶風G型系列起，萊特獨自開發了新型單級機械增壓器，配合較高的轉速（每分鐘2500轉）、較高辛烷值的100號航空汽油，颶風G型系列在維持低油耗性能的同時獲得1200 hp輸出表現，因此得到美軍大量採購使用。
雖然R-1820性能不足，但終究是單排9汽缸的架構，機械潛能已經挖掘殆盡；在1940年代推出的最後衍生型為颶風H型系列，使用更高轉速（每分鐘2800轉）、100/130號航空汽油，達到了1350 hp的输出功率；在1950年代推出的末期型運用115/145號航空汽油時，甚至能在較低轉速狀態（每分鐘2500轉）達成1,525 hp输出。
R-1820家族自1930年起生產，美國在1950年代停產；國外授權生產與再改良版則有更久的生產時間。

## R-2600 飓风 14
莱特继续开发双排发动机，使用14个气缸，按7个一排，排成2排。起名为Cyclone 14, R-2600。该型发动机安装在波音314, 
Grumman TBM/TBF Avenger, 北美航空的B-25米切尔型轰炸机以及Douglas A-20 浩劫 (RAF Boston)的一些型号上。

## R-3350 飓风 18
飓风系列的最终型号为18汽缸的R-3350。又名双飓风（Duplex Cyclone）或飓风 18。除了安装在Douglas Skyraider以外，此型号发动机最重要的军事用户是B-29轰炸机（以带原子弹轰炸广岛长崎闻名），由于有其它商业用户，此型号一直生产到1957年。